# Мольтке, Ганс-Адольф фон
Ганс-Адольф Гельмут Людвиг Эрдманн Вальдемар фон Мольтке (нем. Hans-Adolf von Moltke; 29 ноября 1884, Оппельн, Германская империя — 22 марта 1943, Мадрид, Испания) — немецкий дипломат.

## Биография

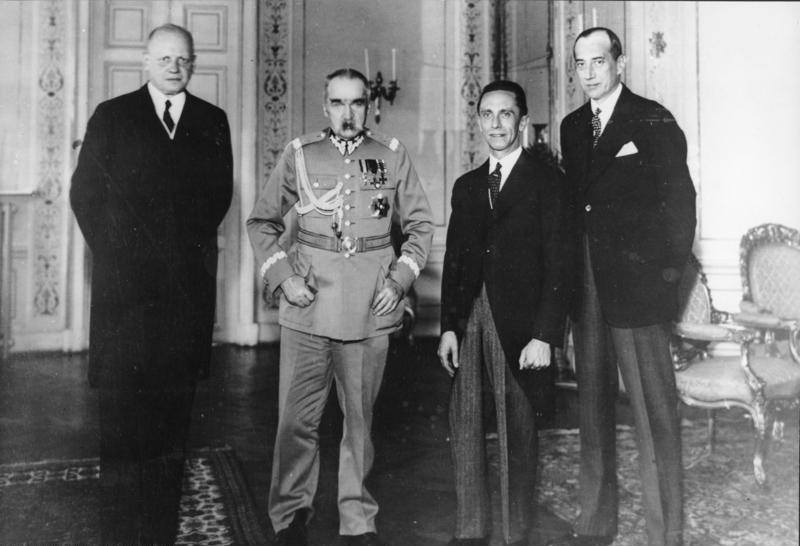
Слева направо: Ганс-Адольф фон Мольтке, Юзеф Пилсудский, Йозеф Геббельс и Юзеф Бек в Варшаве 14 июня 1934 г.

Представитель старинного немецкого дворянского рода Мольтке. Родился в семье политика Фридриха фон Мольтке, обер-президента Восточной Пруссии (1903—1907). В 1903—1907 гг. учился на юридическом факультете Гейдельбергского университета. После окончания университета 1 год служил в Германской имперской армии.
С 1913 года — на дипломатической службе. Начинал помощником Афинской миссии, позже в Стамбуле (1914). Во время Первой мировой войны числился в резерве лейб-кирасирного полка «Великий курфюрст».
В 1920—1922 годах представлял Министерство иностранных дел Германии в союзной комиссии по проведению плебисцита в Верхней Силезии.
В 1924—1928 годах — советник посольства Веймарской республики в Стамбуле. Затем, возглавил польский отдел МИД Германии. 7 марта 1931 года стал послом Германии в Польше.
Член НСДАП с октября 1937 года. 10 августа 1939 года министр иностранных дел Иоахим фон Риббентроп отозвал его из Варшавы, чтобы не допустить предпринятых Мольтке усилий по улучшению отношений с Польшей.
Будучи специалистом в польских делах, вернулся на работу в министерство иностранных дел в Берлине, где возглавил Архивную комиссию по оценке захваченных в Польше документов.
В 1941 году Мольтке советовал властям Рейха использовать бывшего премьер-министра Польши, перебежчика Леона Козловского, для формирования коллаборационистского «правительства» Польши, однако эта идея не увенчалась успехом — немцы не склонны были восстанавливать независимость Польши.
В январе 1943 года был назначен послом в Мадриде, где и умер через два месяца от аппендицита.

## Награды
- Железный крест 2-го класса
- Орден Альберта
- Орден Святого Иоанна (Бранденбург), рыцарь справедливости
- Почетный крест ветерана войны